# 牛仔布

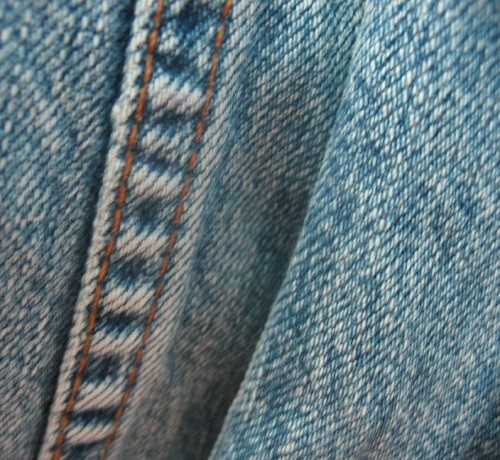
牛仔布

牛仔布（法語：denim，音譯作「丹寧布」）是一種棉質粗身的粗紗布，專門用來製作牛仔褲。牛仔布本來只有藍色，最初只是用來當帆布用，但現時已有多種不同的顏色，可用來配襯不同的衣飾。
牛仔布的英文名源自法國的尼姆（Nîmes），當地生產的斜紋布被稱為，意即「來自尼姆的斜紋布」，因而得名。

## 參看
- 牛仔褲
- 丹寧日

## 外部連結
- 重新认识牛仔面料！ （页面存档备份，存于）